# Kamensko (żupania splicko-dalmatyńska)
Kamensko – wieś w Chorwacji, w żupanii splicko-dalmatyńskiej, w mieście Trilj. W 2011 roku liczyła 107 mieszkańców.